# Milan Pohanka
Milan Pohanka (31. března 1929 - 13. března 2002) byl český a československý politik, po sametové revoluci poslanec Sněmovny lidu Federálního shromáždění za Občanské fórum, později za ODS.

## Biografie
Do roku 1969 působil jako vedoucí Katedry trestního práva na Univerzitě Karlově v Praze a jako soudce Nejvyššího soudu Československa. Po invazi armád Varšavské smlouvy se postavil proti nastupující normalizaci, a byl posléze vyloučen z Právní katedry.[zdroj?] Do sametové revoluce v roce 1989 pracoval po dvacet let jako soudce u okresního soudu v Bruntálu, kam byl jmenován v roce 1971.
Ve volbách roku 1990 byl zvolen za OF do Sněmovny lidu (volební obvod Severomoravský kraj). Po rozkladu Občanského fóra přestoupil v roce 1991 do poslaneckého klubu ODS. Ve Federálním shromáždění setrval do voleb roku 1992.
Po zániku Československa a Federálního shromáždění byl znovu přijat na Katedru trestního práva Univerzity Karlovy, pracoval jako advokát v soukromé praxi, a jako ředitel právního odboru Nejvyššího kontrolního úřadu. V této funkci měl politický a veřejný vliv na proces privatizace a neváhal se postavit proti "divoké privatizaci" a korupci. Zemřel počátkem roku 2002 následkem komplikací spojených s nedokrvením mozku po operaci trojitého bypassu srdce.[zdroj?]